# Phyllophaga latipes
Phyllophaga latipes är en skalbaggsart som beskrevs av Bates 1888. Phyllophaga latipes ingår i släktet Phyllophaga och familjen Melolonthidae. Inga underarter finns listade i Catalogue of Life.